# 邦特库湖
邦特库湖（Bontecou Lake），又称塔玛拉克沼泽（Tamarack Swamp），是美國纽约州達奇斯縣斯坦福和华盛顿的一个浅水人工分岔湖，距离米尔布鲁克村不到5英里（8公里）。面积在113英亩（46公顷）和135英亩（55公顷）之间，是杜奇斯县最大的湖泊之一。该湖是水禽的重要栖息地。